# Strada statale 14 var/A Variante di Musile di Piave
La strada statale 14 var/A Variante di Musile di Piave (SS 14 var/A) è una strada statale italiana.

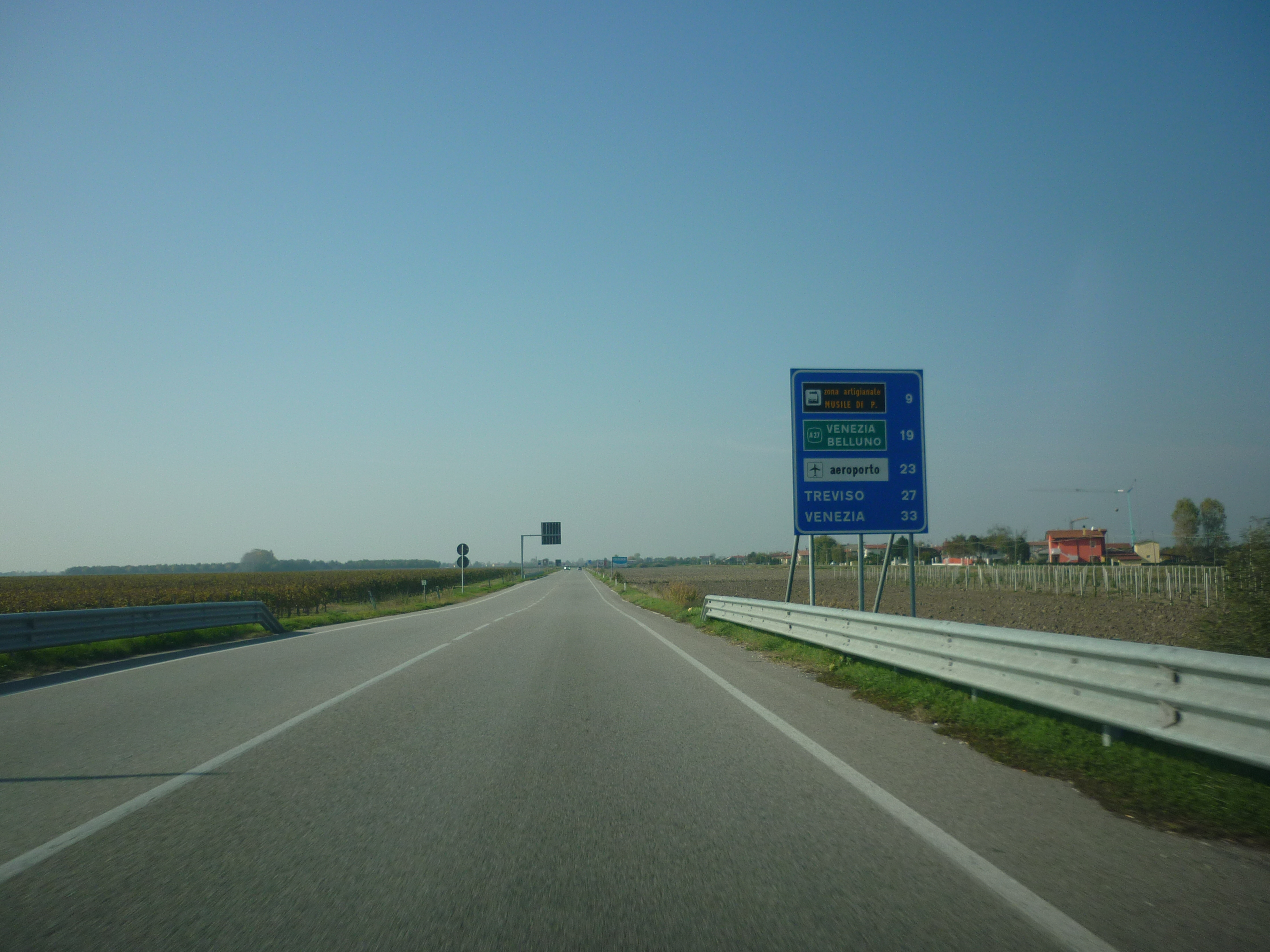
Veduta della strada

## Percorso
La strada collega la strada statale 14 della Venezia Giulia a Caposile.

### Tabella percorso
| Variante di Musile di Piave |                                     |      |           |
| Tipo                        | Indicazione                         | ↓km↓ | Provincia |
|                             | della Venezia Giulia Treviso-mare   | 0,0  | VE        |
|                             | per Caposile, Musile di Piave       | 5,5  | VE        |
|                             | per Caposile, Jesolo per Passarella | 6,8  | VE        |